# Bainbridge Colby
Bainbridge Colby (n. 22 decembrie 1869 - d. 11 aprilie 1950) a fost un politician american, Secretar de Stat al Statelor Unite între 1920 și 1921.